# 파리사티스
파리사티스(고대 그리스어: Παρύσατις, 라틴어: Parysatis, 기원전 5세기)는 페르시아 제국 아케메네스 왕조의 다리우스 2세의 이복동생이자 왕비이다.
파리사티스는 대왕 아르타크세르크세스 1세와 바빌론의 안디아(Andia) 사이에서 서자로 태어났다. 따라서 크세르크세스 2세, 소그디아노스, 다리우스 2세의 이복동생에 해당한다. 파리사티스는 이복 오빠 중 한명인 다리우스와 결혼하여 아르타크세르크세스 2세, 키루스 (작은 키루스), 오스타네스, 오크사트레스 4명의 아들을 낳았다. 결혼 후 다리우스가 왕위를 이었기 때문에 왕비가 되었다.
아들 중에서도 파리사티스가 총애했다. 기원전 407년 무렵에 아직 10대였던 키루스에게 아나톨리아 서부의 총 지휘권이 주어진 것은 파리사티스의 영향력 때문이었다고 한다. 남편 다리우스 2세가 사망했을 때, 파리사티스는 나이가 어린 키루스를 후계자로 밀려고 했지만, 아르타크세르크세스 2세가 후계자가 되었다. 키루스가 형인 아르타크세르크세스 2세의 살해를 기도하자, 사트라프였던 티사페르네스가 고발하자 아르타크세르크세스 2세에게 키루스를 용서할 것을 촉구했다. 키루스가 쿠나크사 전투에서 패하고 전사했을 때 파리사티스는 티사페르네스에게 아들의 죽음에 책임이 있다고 규탄했다. 이후 티사페르네스는 파리사티스으로 명령으로 암살당했다.
소행성 파리사티스는 파리사티스를 따서 명명되었다.